# Müdri
Müdri è un comune dell'Azerbaigian situato nel distretto di İsmayıllı. Conta una popolazione di 220 abitanti.